# L00P
L00P é uma linguagem de programação esotérica, baseada na linguagem brainfuck e criada por Georg Westenberger.

## Estrutura da Linguagem
Como em brainfuck, a memória é acessada por um programa em L00P através de células de memória. Não há um padrão definido para o total de células de memória, nem para o tamanho de cada célula de memória. Em sua versão original, cada célula de memória era um Word (2 Bytes).
Uma das diferenças entre brainfuck e L00P é que, em L00P, as células de memória podem conter números negativos.
Os comandos de controle de fluxo de brainfuck são aceitos, mas [ é interpretado como (, e ] é interpretado como ).
O programa é executado em um loop implícito e contínuo.

### Comandos
| Caractere | Função                                                                                                   | C                           |
| --------- | --- | --------------------------- |
| >         | Acessa a célula de memória seguinte.                                                                     | p++;                        |
| <         | Acessa a célula de memória anterior.                                                                     | p--;                        |
| +         | Aumenta um à célula de memória selecionada.                                                              | *p++;                       |
| -         | Subtrai um da célula de memória selecionada.                                                             | *p--;                       |
| .         | Imprime na tela o caractere relativo à célula de memória selecionada.                                    | printf("%c",*p);            |
| :         | Imprime na tela o valor numérico da célula de memória selecionado.                                       | printf("%i",*p);            |
| ,         | Salva na célula de memória selecionada o código de uma tecla clicada.                                    | *p=getch();                 |
| ;         | Salva na célula de memória selecionada o valor númerico relativo a uma tecla clicada.                    | scanf("%i",p);              |
| 0         | Zera a célula de memória selecionada.                                                                    | *p=0;                       |
| *         | Duplica a célula de memória selecionada.                                                                 | *p=*p*2;                    |
| _         | Inverte o sinal da célula de memória selecionada.                                                        | *p=-*p;                     |
| #         | Soma o valor da célula de memória selecionada ao valor do ponteiro.                                      | *p=*p+p;                    |
| @         | Torna o valor da célula de memória selecionada igual à célula de memória em seu valor mais seu ponteiro. | *p=*(p+*p);                 |
| $         | Faz a célula de memória em seu valor mais seu ponteiro ser igual ao seu valor.                           | *(p+*p)=*p;                 |
| &         | Finaliza o programa                                                                                      | return(0);                  |
| S         | Obtém o sinal da célula de memória selecionada.                                                          | *p=(*p>0)?1:((*p==0)?0:-1); |
| (         | Início da estrutura de controle de fluxo IF.                                                             | if(*p){                     |
| \|        | Estrutura de controle de fluxo ELSE.                                                                     | }else{                      |
| )         | Fim da estrutura IF.                                                                                     | };                          |

## Compatibilidade com brainfuck
Os códigos em L00P são quase 100% incompatíveis com brainfuck, e isso é recíproco. A ausência das estruturas convencionais de loop ([ e ]), e a existência do loop implícito fazem as técnicas de programação serem muito diferentes. Poucos são os códigos que oferecem suporte a ambas as linguagens.